# Ormosia ingloria
Ormosia ingloria là một loài ruồi trong họ Limoniidae. Chúng phân bố ở miền Tân bắc.